# Ulf Teleman
Sven Ulf Helmer Teleman, född 13 januari 1934, är professor emeritus i nordiska språk och medförfattare till Svenska Akademiens grammatik.
Teleman spelar althorn och arrangerar musik i blåsorkestern Röda Kapellet. Han är son till kantor Helmer Teleman och Bessie Svensson.

## Utmärkelser, ledamotskap och priser
- Ledamot av Kungl. Vitterhetsakademien (LHA, 1990)
- Ledamot av Vetenskapssocieteten i Lund (LVSL, 1985)[2]
- Utländsk ledamot av Finska Vetenskaps-Societeten (1995)[3]